# Церковь Святого Геворга
Церковь Святого Геворга (арм. Սուրբ Գևորգ եկեղեցի) — армянская апостольская церковь в районе Норагавит Еревана.

## Описание
Это трёхнефное бескупольное базиличное здание со сводчатым западным притвором, 12-ти колонной колокольней. Молитвенный зал имеет входы с вестибюля и южного фасада. На фронтонах и стенах, несущих кровлю церкви, местами сохранились фрески, являющиеся образцами позднесредневекового изобразительного искусства.

## История
В старом селе Норагавит было более 10 церквей, из которых до сих сохранился только церковь св. Геворга. Планировкой и общей композицией она похожа на ереванскую церковь Зоравор.
Церковь Геворга была построена в XVII веке, а в 1981—1984 годах была капитально отремонтирована под покровительством Эчмиадзинского монастыря. В главном зале был поставлен каменный сценический стол, отремонтированы двери и окна церкви, колокольня, венчающая зал снаружи, благоустроена и огорожена территория. В восстановлении церкви участвовал аргентинский меценат Эдуард Сеферян.

## Галерея

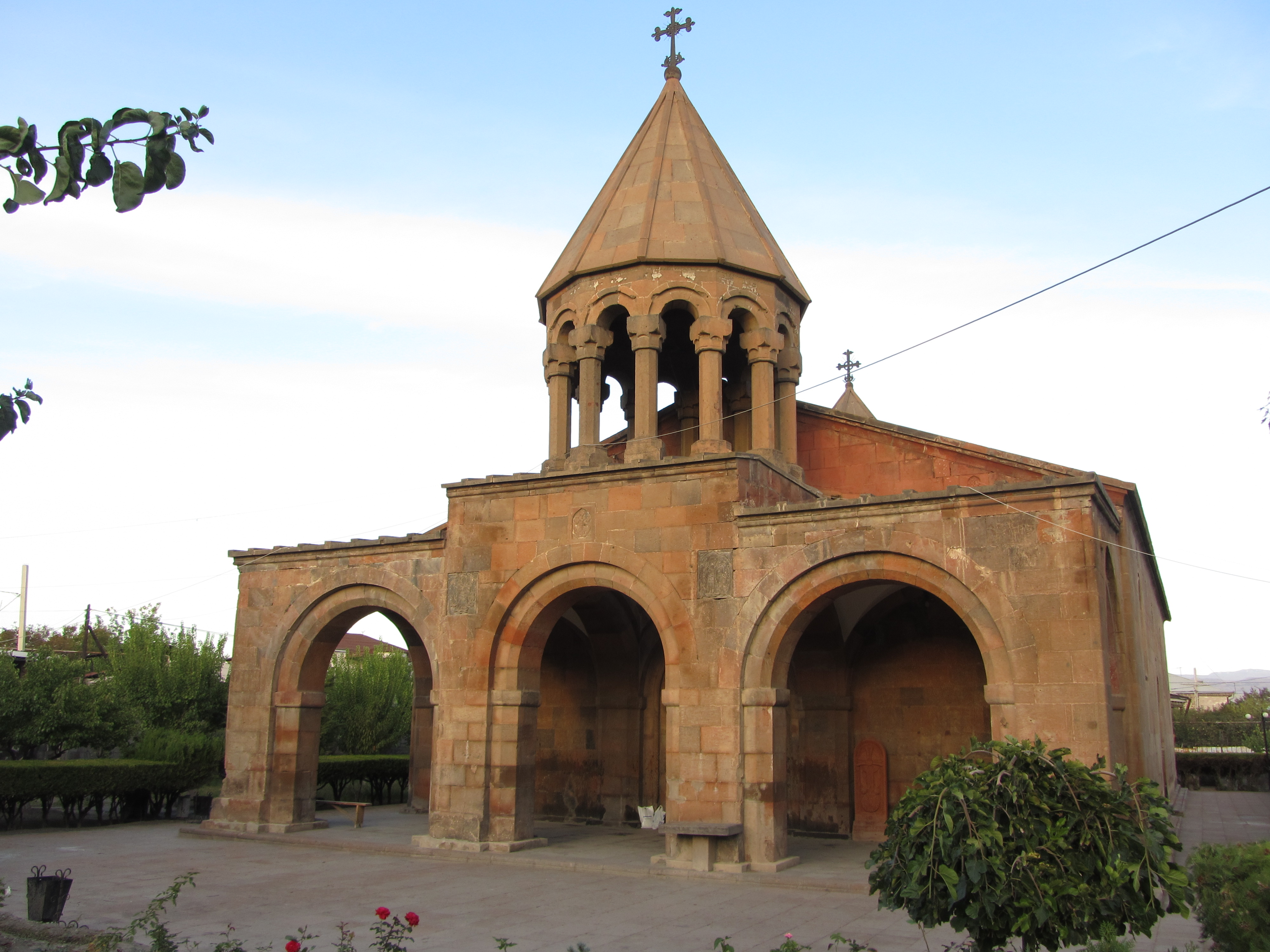
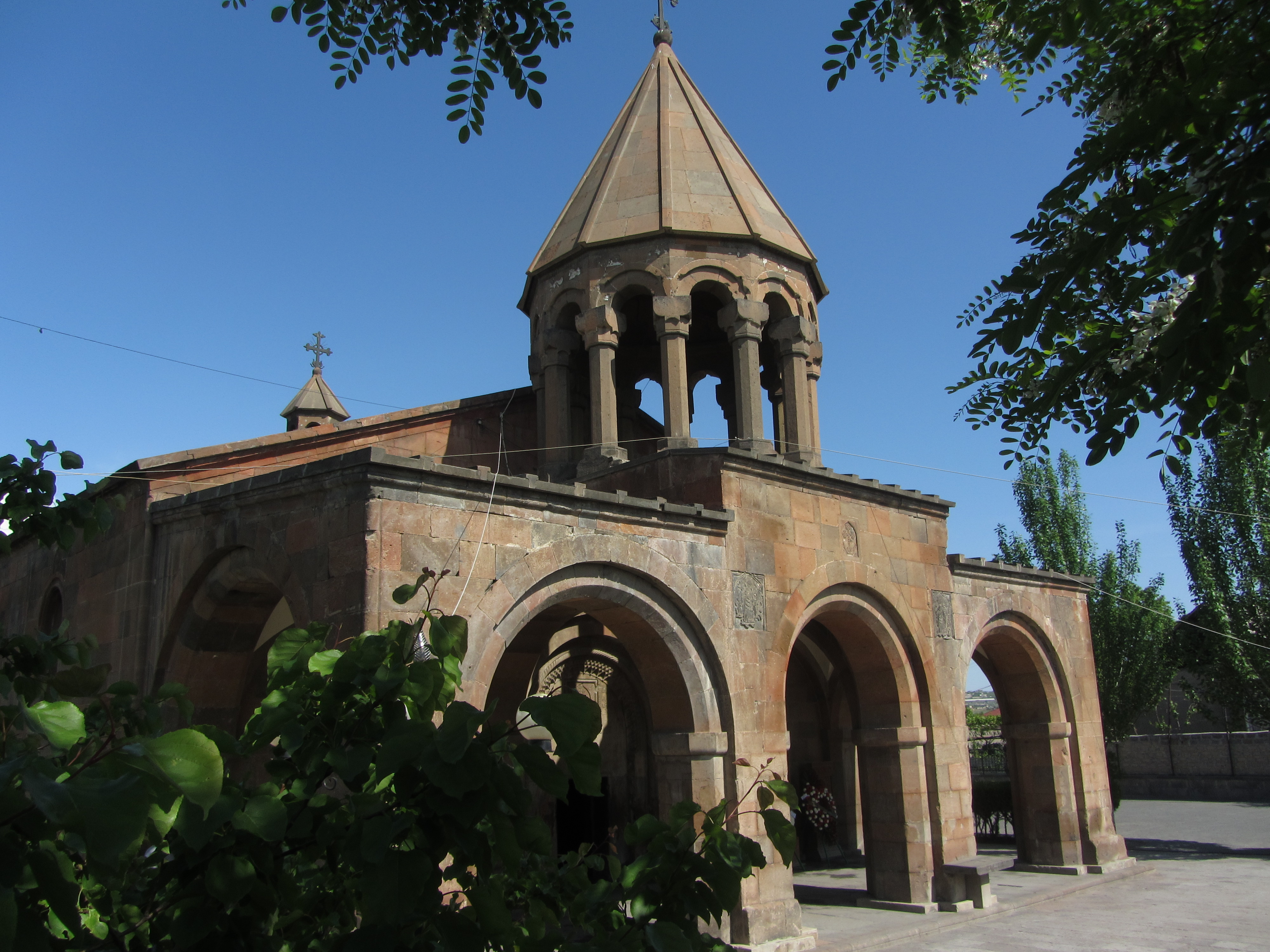
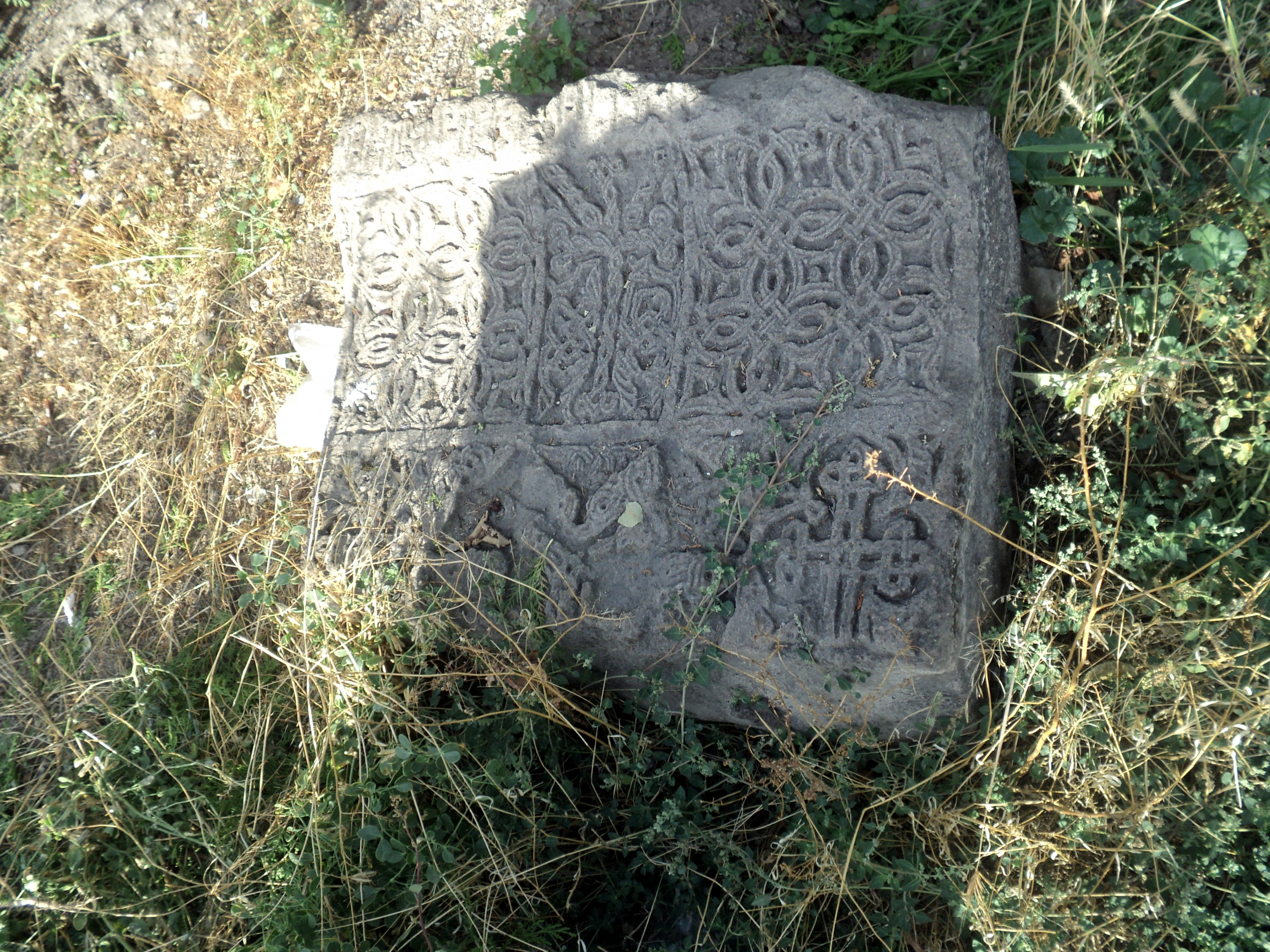
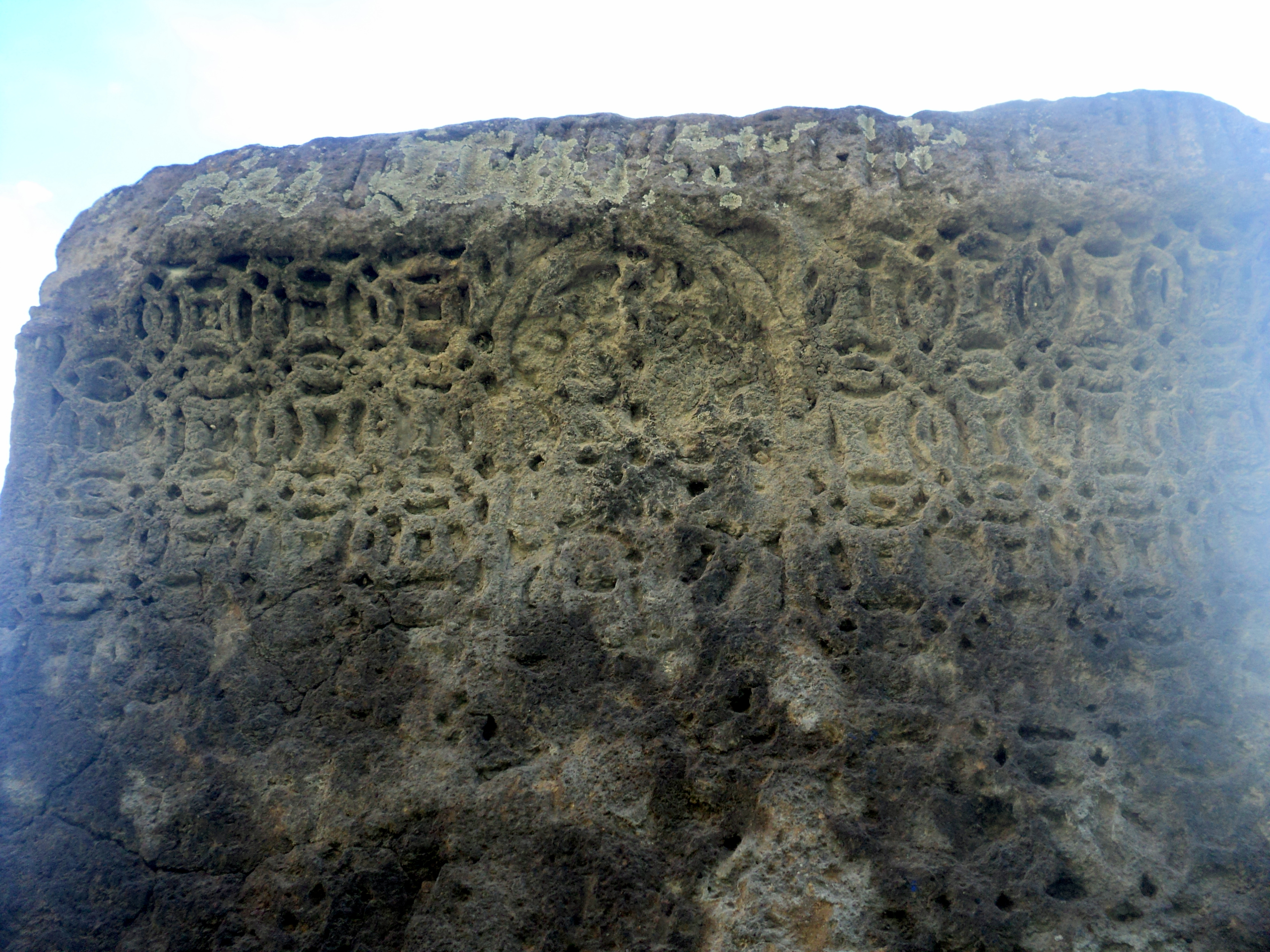
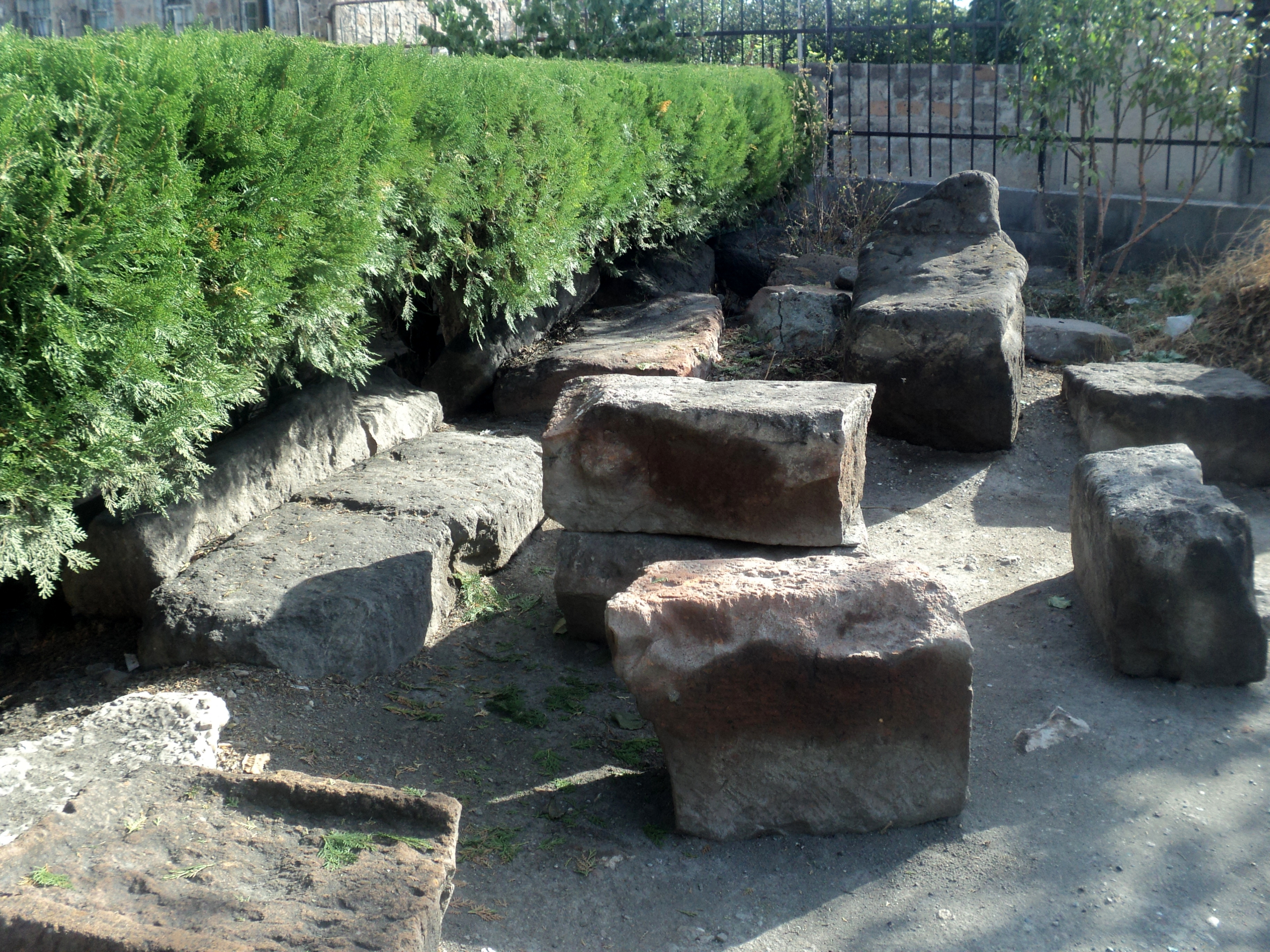
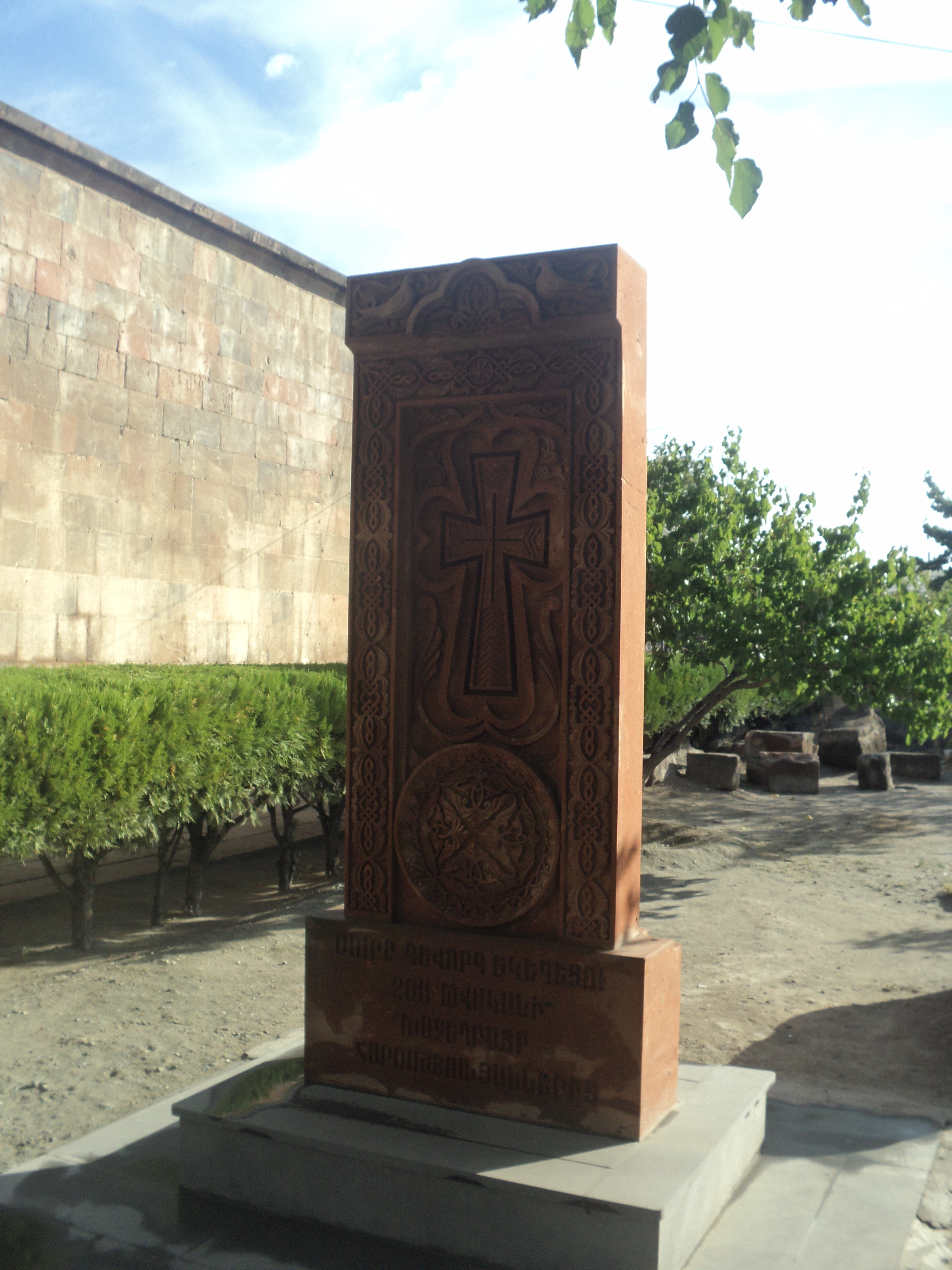
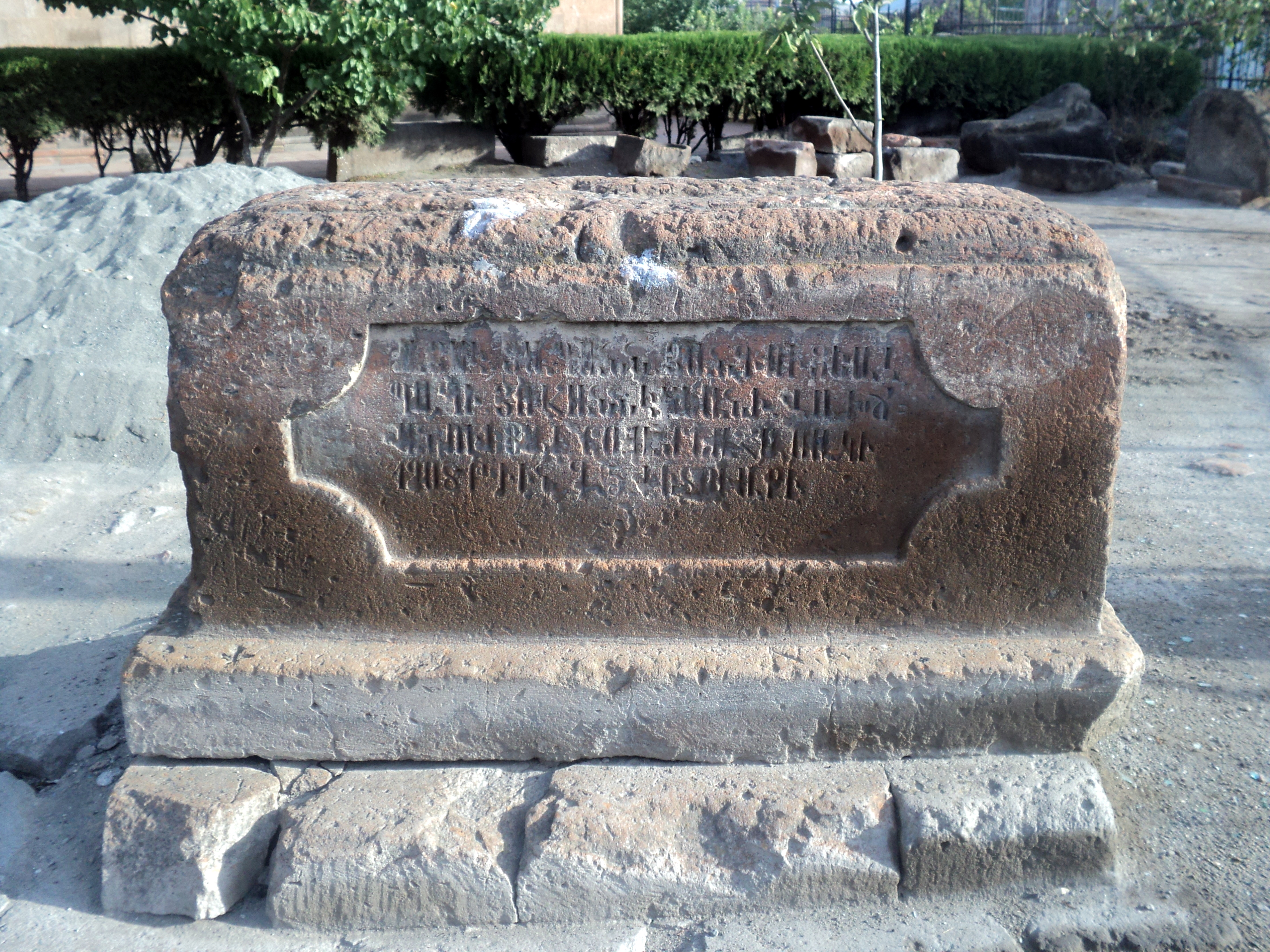
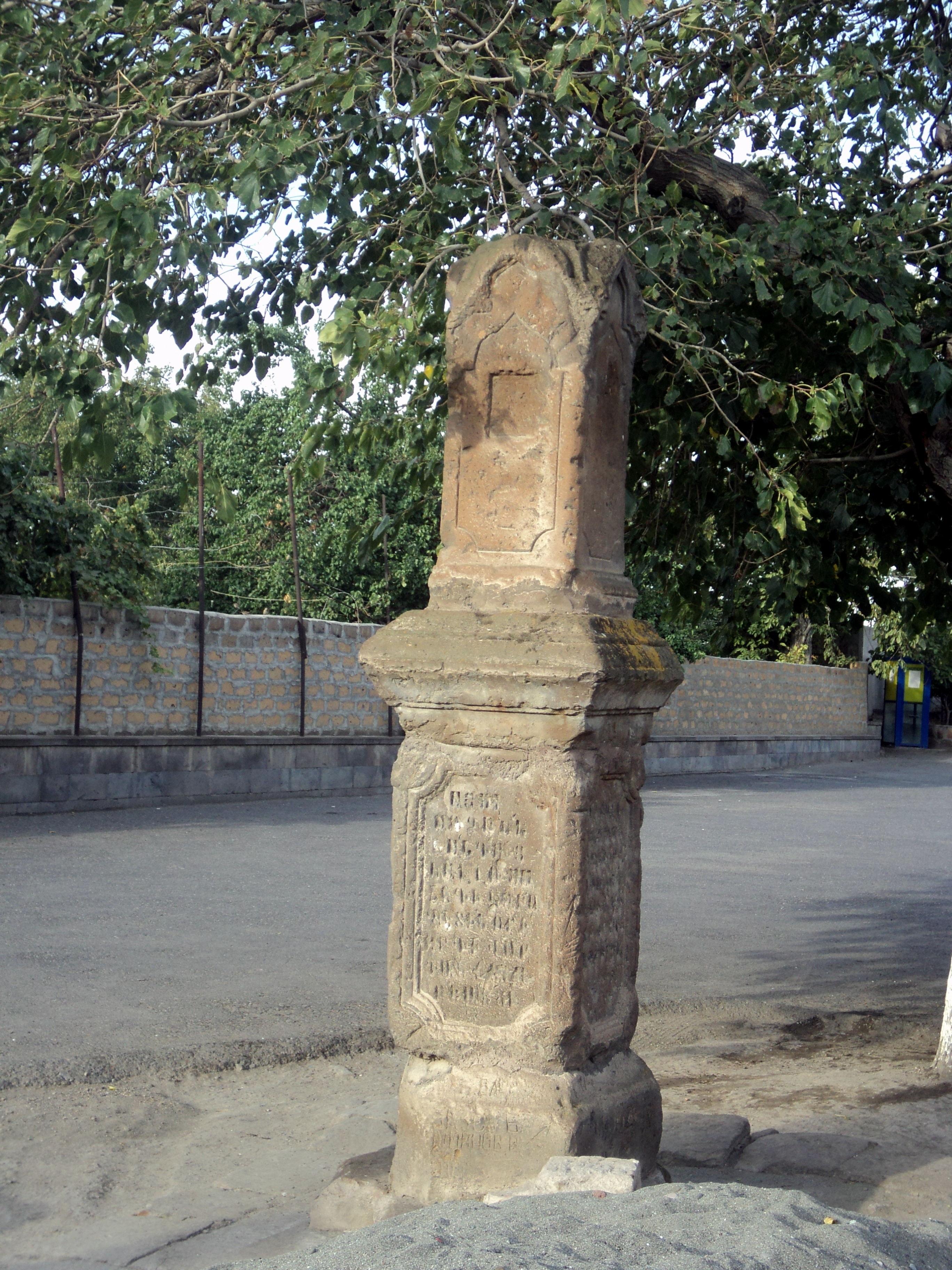
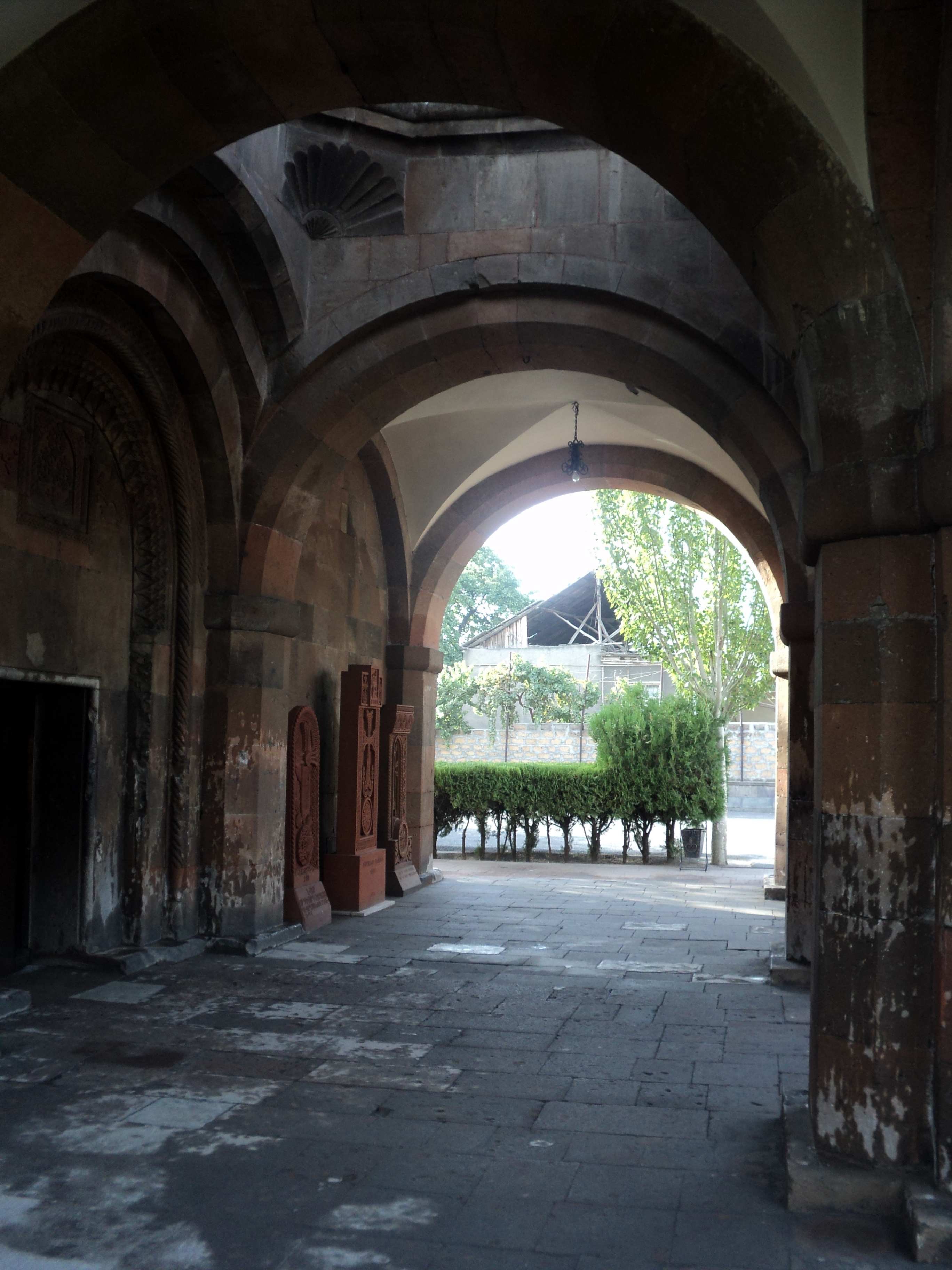